# 데이먼 대시

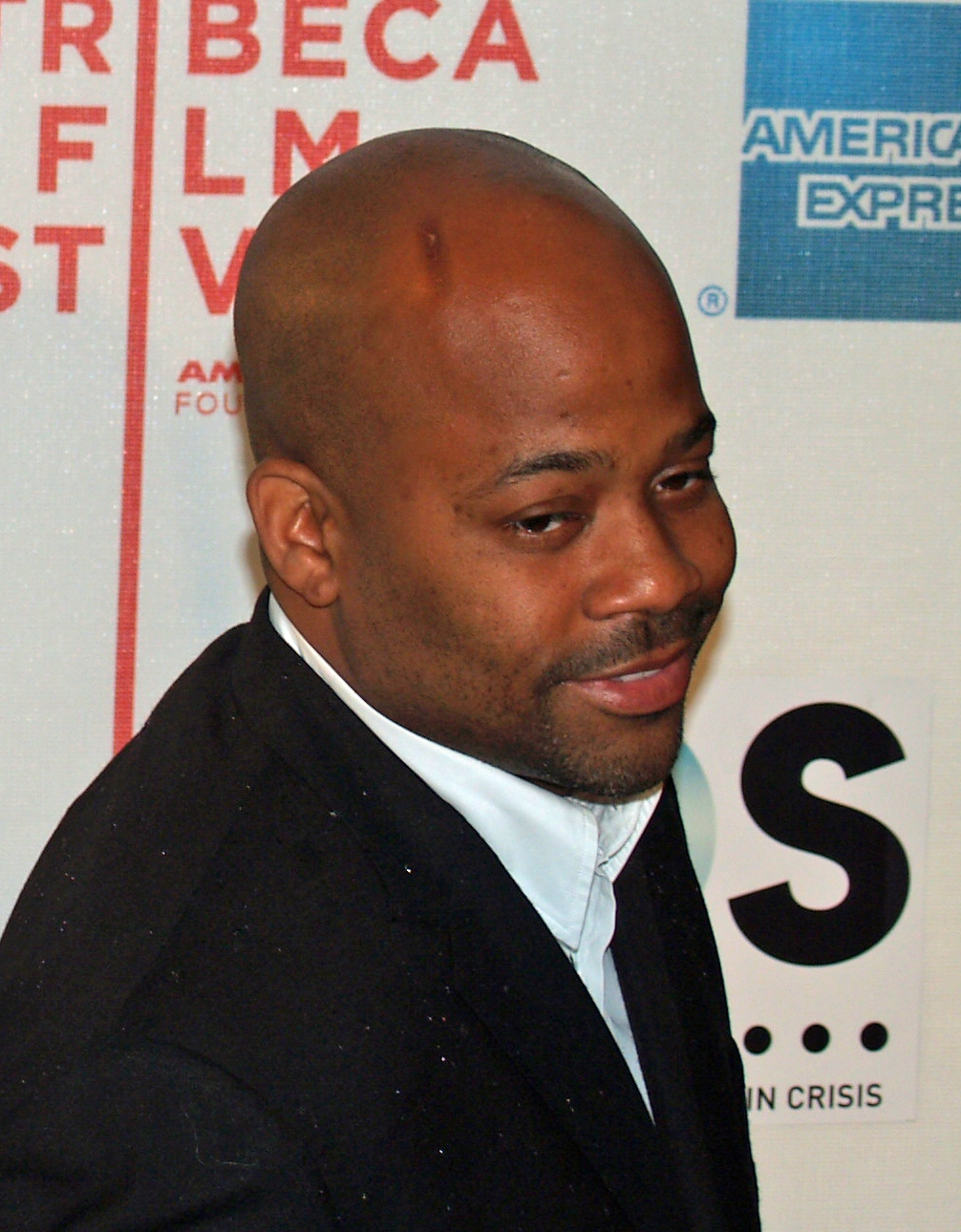
데이먼 대시

데이먼 대시(Damon Dash, 1971년 5월 3일 ~ )는 미국의 음악회사 사장이며, 전 락커펠라 레코드의 공동 사장이었다. 현재 힙합패션(락커웨어)이나 영화제작(락커펠름, 데몬 필름 등)에도 참여하고 있다.